# Burg Rönneburg
Die Burg Rönneburg ist eine abgegangene wahrscheinlich mittelalterliche Höhenburganlage in strategisch günstiger Lage mit Blick über die Elbniederung auf einem Berg nahe dem Bach Rönne in Hamburg-Rönneburg.
Die Burganlage liegt auf einem Plateau in 45,1 m NHN. Sie ist von Erdwällen mit einer Fußbreite von 10 m und 2 m Höhe eingefasst, der Innenraum ist grob rechteckig und misst 80 × 34 m. Lesefunde liegen aus der Steinzeit (Flintgeräte) und aus dem 10. und 11. Jahrhundert (Keramikscherben) vor. Der Zugang liegt am nordwestlichen Hang, vorgelagerte Wälle und Gräben sichern die Anlage hier und an der Ostflanke. Heute führen mehrere Spazierwege zur Burg und umrunden das Plateau.

## Ausgrabungen
Im Sommer 2022 finden erstmals Ausgrabungen unter Leitung des Archäologischen Museums Hamburg statt. Es handelt sich um eine Lehrgrabung der Universität Hamburg. Die Ausgrabungen sollen klären, wie die Zuwegung der Burg von Nordwesten beschaffen war und ob sich dort ein Tor befand.